# Pozziella aperta
Pozziella aperta är en svampdjursart som först beskrevs av Topsent 1920.  Pozziella aperta ingår i släktet Pozziella och familjen Hamacanthidae.
Artens utbredningsområde är Mexikanska golfen. Inga underarter finns listade i Catalogue of Life.